# ديفيد كابريرا (لاعب كرة قدم)
ديفيد كابريرا (بالإسبانية: David Arnoldo Cabrera)‏ هو لاعب كرة قدم سلفادوري في مركز الهجوم، ولد في 12 سبتمبر 1945 في إدارة سانتا آنا في السلفادور. شارك مع منتخب السلفادور لكرة القدم. أما مع النوادي، فقد لعب مع نادي سانتانيكوس أسوشيتد.

## وصلات خارجية
- ديفيد كابريرا على موقع الاتحاد الدولي (مؤرشف)  (الإنجليزية)
- ديفيد كابريرا على موقع قاعدة بيانات كرة القدم.إي يو (الإنجليزية)
- ديفيد كابريرا على موقع ناشيونال فوتبول تيمز (الإنجليزية)
- ديفيد كابريرا على موقع Soccerway.com (الإنجليزية)
- ديفيد كابريرا على موقع عالم كرة القدم.نت (الإنجليزية)